# Trachysphaera corcyraea
Trachysphaera corcyraea är en mångfotingart som först beskrevs av Karl Wilhelm Verhoeff 1900.  Trachysphaera corcyraea ingår i släktet Trachysphaera och familjen Doderiidae. Inga underarter finns listade i Catalogue of Life.